# Elzaburu
Elzaburu (Eltzaburu en euskera y oficialmente) es un concejo y localidad española del municipio de Ulzama, perteneciente a la Comunidad Foral de Navarra.

## Geografía
La localidad está situada en la merindad de Pamplona, en la comarca de Ultzamaldea.

## Historia
Hacia mediados del siglo XIX, el lugar, por entonces con ayuntamiento propio, tenía contabilizada una población de 200 habitantes. Aparece descrito en el séptimo volumen del Diccionario geográfico-estadístico-histórico de España y sus posesiones de Ultramar de Pascual Madoz con las siguientes palabras:

ELZABURU: l., con ayunt., del valle de Ulzama, en la prov. y c. g. de Navarra, part. jud., aud. terr. y dióc. de Pamplona [4 1/2 leg.]; arciprestazgo de Anué: sit. en una pequeña llanura y barranca que forma el valle, con clima frio y húmedo, no obstante de ser muy sano, padeciéndose tan solo algunas pulmonias, los vientos reinantes N. y NE.: tiene 49 casas, ademas de la municipal con habitaciones para cárcel y escuela; hállase esta concurrida por 40 niños de ambos sexos pertenecientes á este l. y á los de Ilarrequi y Juarve; el maestro que es á la vez secretario del ayunt. percibe de dotacion por ambos conceptos 2,080 rs. que se cubren en parte con las rentas de una pia fundacion; hay igl. parr. [San Marcelo], servida por un cura, y próximo á la misma el cementerio; tambien se encuentran á las inmediaciones del l. una fuente de agua potable y esquisita. El térm. que se estiende 5/4 de hora de N. á S., y 1/2 de E. á O., confina por N. con Urroz [1 1/2 leg.]; E. Alcoz [20']; S. Auza [1/2 leg.], y O. Ilarregui [igual dist.]: dentro de esta circunferencia hay varios montes abundantes en pastos, y poblados de hayas, robles y arbustos, cuya leña se aprovecha para maderage y carboneo. El terreno aunque de mediana calidad es bastante productivo, no carece de árboles ni de yerbas para pasto del ganado lanar; lo cruza un arroyo que baja por NE. dela montaña de Erbiti, deja á la der. á Ilarregui y corre luego por el E. inclinándose al S. Hay caminos carretiles y de herradura. El correo se recibe de Pamplona, por el baligero del valle, 3 veces á la semana. prod.: trigo, patatas, legumbres y otras menudencias: mantiene ganado lanar, cabrio y de cerda; caza comun y contr.: [V. el art. del valle]. pobl.: 40 vec., 200 alm. presupuesto municipal: 8,000 rs. que se cubren del fondo de propios.
(Madoz, 1847, pp. 470-471)

En la actualidad, pertenece al municipio de Ulzama.

## Demografía
En 2023, la entidad singular de población tenía empadronados 142 habitantes y el núcleo de población, también 142.
| Padrón correspondiente al año > | 2000 | 2002 | 2004 | 2006 | 2008 | 2010 | 2012 | 2014 | 2016 | 2018 |
| Elzaburu                        | 147  | 152  | 152  | 151  | 162  | 173  | 170  | 155  | 151  | 144  |